# Liste der Bodendenkmäler in Allersberg
Auf dieser Seite sind die Bodendenkmäler in dem mittelfränkischen Markt Allersberg zusammengestellt. Diese Tabelle ist eine Teilliste der Liste der Bodendenkmäler in Bayern. Grundlage ist die Bayerische Denkmalliste, die auf Basis des Bayerischen Denkmalschutzgesetzes vom 1. Oktober 1973 erstmals erstellt wurde und seither durch das Bayerische Landesamt für Denkmalpflege geführt wird. Die folgenden Angaben ersetzen nicht die rechtsverbindliche Auskunft der Denkmalschutzbehörde.

## Bodendenkmäler in Allersberg

### Gemarkung Allersberg
| Lage                                       | Objekt | Akten-Nr.     | Bild                       |
| ------------------------------------------ | --- | ------------- | -------------------------- |
| Allersberg (Standort)                      | Grabhügel vorgeschichtlicher Zeitstellung.                                                                 | D-5-6733-0005 |                            |
| Allersberg (Standort)                      | Mittelalterlicher Burgstall.                                                                               | D-5-6733-0039 |                            |
| Allersberg (Standort)                      | Mittelalterliche und frühneuzeitliche Befunde im Bereich der Marktsiedlung von Allersberg.                 | D-5-6733-0050 | weitere Bilder             |
| Allersberg Hinterer Markt 28 (Standort)    | Mittelalterliche und frühneuzeitliche Befunde im Bereich der Alten Katholischen Pfarrkirche Allerheiligen. | D-5-6733-0051 |                            |
| Allersberg Marktplatz 9 (Standort)         | Mittelalterliche und frühneuzeitliche Befunde im Bereich der Katholischen Pfarrkirche Mariä Himmelfahrt.   | D-5-6733-0052 | weitere Bilder             |
| Allersberg Nürnberger Straße 17 (Standort) | Mittelalterliche und frühneuzeitliche Befunde im Bereich der Katholischen Friedhofskirche St. Sebastian.   | D-5-6733-0053 | Bodendenkmal D-5-6733-0053 |
| Allersberg St. Wolfgang 1 (Standort)       | Mittelalterliche und frühneuzeitliche Befunde im Bereich der Katholischen Wallfahrtskirche St. Wolfgang.   | D-5-6733-0054 | weitere Bilder             |
| Allersberg (Standort)                      | Mittelalterliche und frühneuzeitliche Befunde im Bereich des abgebrochenen Oberen Tors von Allersberg.     | D-5-6733-0075 |                            |

### Gemarkung Altenfelden
| Lage                                  | Objekt | Akten-Nr.     | Bild                       |
| ------------------------------------- | --- | ------------- | -------------------------- |
| Altenfelden Altenfelden 19 (Standort) | Mittelalterliche und frühneuzeitliche Befunde im Bereich der Katholischen Filialkirche St. Vitus.                                  | D-5-6733-0057 | Bodendenkmal D-5-6733-0057 |
| Altenfelden Eisbühl (Standort)        | Mittelalterliche und frühneuzeitliche Befunde im Bereich der Einöde von Eisbühl, Kapelle des Mittelalters oder der frühen Neuzeit. | D-5-6733-0072 |                            |

### Gemarkung Birkach
| Lage               | Objekt                                    | Akten-Nr.     | Bild |
| ------------------ | ----------------------------------------- | ------------- | ---- |
| Birkach (Standort) | Siedlung vorgeschichtlicher Zeitstellung. | D-5-6733-0074 |      |

### Gemarkung Brunnau
| Lage               | Objekt                                     | Akten-Nr.     | Bild |
| ------------------ | ------------------------------------------ | ------------- | ---- |
| Brunnau (Standort) | Grabhügel vorgeschichtlicher Zeitstellung. | D-5-6732-0001 |      |

### Gemarkung Ebenried
| Lage                             | Objekt | Akten-Nr.     | Bild           |
| -------------------------------- | --- | ------------- | -------------- |
| Ebenried (Standort)              | Siedlung der Steinzeiten.                                                                                 | D-5-6733-0002 |                |
| Ebenried (Standort)              | Siedlung der Latènezeit.                                                                                  | D-5-6733-0003 |                |
| Ebenried (Standort)              | Siedlung vorgeschichtlicher Zeitstellung.                                                                 | D-5-6733-0004 |                |
| Ebenried (Standort)              | Siedlung vorgeschichtlicher Zeitstellung.                                                                 | D-5-6733-0007 |                |
| Ebenried (Standort)              | Siedlung der Steinzeiten und der Latènezeit.                                                              | D-5-6733-0008 |                |
| Ebenried (Standort)              | Siedlung der Steinzeiten, der Bronzezeit und der Latènezeit.                                              | D-5-6733-0009 |                |
| Ebenried Ebenried 126 (Standort) | Mittelalterliche und frühneuzeitliche Befunde im Bereich der Katholischen Filialkirche Mariä Himmelfahrt. | D-5-6733-0061 | weitere Bilder |

### Gemarkung Göggelsbuch
| Lage                                                 | Objekt                                                                                                | Akten-Nr.     | Bild           |
| ---------------------------------------------------- | --- | ------------- | -------------- |
| Göggelsbuch (Standort)                               | Siedlung vorgeschichtlicher Zeitstellung.                                                             | D-5-6733-0042 |                |
| Göggelsbuch (Standort)                               | Siedlung der Eisenzeit.                                                                               | D-5-6733-0045 |                |
| Göggelsbuch Göggelsbucher Hauptstrasse 40 (Standort) | Mittelalterliche und frühneuzeitliche Befunde im Bereich der Katholischen Expositur-Kirche St. Georg. | D-5-6733-0068 | weitere Bilder |

### Gemarkung Lampersdorf
| Lage                   | Objekt                                              | Akten-Nr.     | Bild |
| ---------------------- | --------------------------------------------------- | ------------- | ---- |
| Lampersdorf (Standort) | Burgstall des Mittelalters.                         | D-5-6733-0012 |      |
| Lampersdorf (Standort) | Grabhügel vorgeschichtlicher Zeitstellung.          | D-5-6733-0013 |      |
| Lampersdorf (Standort) | Grabhügel vorgeschichtlicher Zeitstellung.          | D-5-6733-0014 |      |
| Lampersdorf (Standort) | Bestattungsplatz vorgeschichtlicher Zeitstellung.   | D-5-6733-0016 |      |
| Lampersdorf (Standort) | Siedlung vor- und frühgeschichtlicher Zeitstellung. | D-5-6733-0018 |      |
| Lampersdorf (Standort) | Grabhügel vorgeschichtlicher Zeitstellung.          | D-5-6733-0049 |      |
| Lampersdorf (Standort) | Grabhügel vorgeschichtlicher Zeitstellung.          | D-5-6733-0073 |      |